# Voleibol nos Jogos Olímpicos de Verão de 1992
O voleibol nos Jogos Olímpicos de Verão de 1992 foram disputados na cidade de Barcelona na Espanha. O Brasil conquistou a medalha de ouro no masculino e Cuba no feminino.

## Eventos
Dois eventos da modalidade distribuíram medalhas nos Jogos:
- Torneio masculino (12 equipes)
- Torneio feminino (8 equipes)

## Qualificação
Foi permitido para cada Comitê Olímpico Nacional (CON) competir com apenas um time em cada torneio (masculino e feminino). Como país-sede, a Espanha teve garantida uma vaga em cada um dos torneios.
Masculino
| Torneio de qualificação          | Data                                 | Sede        | Vagas | Qualificados    |  |
| -------------------------------- | ------------------------------------ | ----------- | ----- | --------------- |  |
| País-sede                        | 17 de outubro de 1986                | Lausanne    | 1     | Espanha         |  |
| Jogos Olímpicos de 1988          | 17 de setembro–2 de outubro de 1988  | Seul        | 1     | Estados Unidos  |  |
| Copa do Mundo de 1989            | 17–26 de novembro de 1989            | Japão       | 1     | Cuba            |  |
| Campeonato Mundial de 1990       | 18–28 de outubro de 1990             | Brasil      | 1     | Itália          |  |
| Campeonato Africano de 1991      | Julho de 1991                        | Cairo       | 1     | Argélia         |  |
| Campeonato Asiático de 1991      | 11–16 de agosto de de 1991           | Perth       | 1     | Japão           |  |
| Campeonato Europeu de 1991       | 7–15 de setembro de 1991             | Alemanha    | 1     | União Soviética |  |
| Campeonato da NORCECA de 1991    | 25 de agosto–3 de setembro de 1991   | Regina      | 1     | Canadá          |  |
| Campeonato Sul-americano de 1991 | 14–22 de setembro de 1991            | Brasil      | 1     | Brasil          |  |
| Copa do Mundo de 1991            | 22 de novembro–1 de dezembro de 1991 | Japão       | 1     | Coreia do Sul   |  |
| Qualificatório Mundial           | 10–15 de maio de 1992                | Montpellier | 1     | França          |  |
| Qualificatório Mundial           | 10–15 de maio de 1992                | Rotterdam   | 1     | Países Baixos   |  |
| Total                            |                                      |             | 12    |                 |  |

Feminino
| Torneio de qualificação          | Data                                | Sede     | Vagas | Qualificados    |  |
| -------------------------------- | ----------------------------------- | -------- | ----- | --------------- |  |
| País-sede                        | 17 de outubro de 1986               | Lausanne | 1     | Espanha         |  |
| Jogos Olímpicos de 1988          | 20–29 de setembro de 1988           | Seul     | 1     | União Soviética |  |
| Campeonato Mundial de 1990       | 22–31 de agosto de 1990             | Pequim   | 1     | China           |  |
| Campeonato Asiático de 1991      | 14–21 de setembro de 1991           | Bangcoc  | 1     | Japão           |  |
| Campeonato Europeu de 1991       | 28 de setembro–6 de outubro de 1991 | Roma     | 1     | Países Baixos   |  |
| Campeonato da NORCECA de 1991    | 23 de agosto–2 de setembro de 1991  | Regina   | 1     | Cuba            |  |
| Campeonato Sul-americano de 1991 | Setembro de 1991                    | Osasco   | 1     | Brasil          |  |
| Copa do Mundo de 1991            | 8–17 de novembro de 1991            | Osaka    | 1     | Estados Unidos  |  |
| Total                            |                                     |          | 8     |                 |  |

## Medalhistas
O Brasil foi campeão olímpico de voleibol masculino pela primeira vez, derrotando os Países Baixos na final. Os Estados Unidos ganharam o bronze frente à Cuba. No feminino, Cuba superou as russas da Equipe Unificada para ganhar a medalha de ouro e seu primeiro título no torneio, enquanto a seleção dos Estados Unidos foi bronze ao derrotar a seleção brasileira.
| Evento             | Ouro | Prata | Bronze |
| ------------------ | --- | --- | --- |
| Masculino detalhes | Carlos Gouveia Maurício Lima Janelson Carvalho Douglas Chiarotti Talmo Oliveira André Ferreira Giovane Gávio Paulo Silva Tande Amauri Ribeiro Jorge Édson Marcelo Negrão BRA Brasil   | Edwin Benne Peter Blangé Ron Boudrie Henk-Jan Held Martin van der Horst Marko Klok Olof van der Meulen Jan Posthuma Avital Selinger Martin Teffer Ronald Zoodsma Ron Zwerver NED Países Baixos                                           | Nick Becker Carlos Briceno Bob Ctvrtlik Scott Fortune Dan Greenbaum Brent Hilliard Bryan Ivie Doug Partie Bob Samuelson Eric Sato Jeff Stork Steve Timmons USA Estados Unidos                   |
| Feminino detalhes  | Regla Bell Mercedes Calderón Magalys Carvajal Marlenis Costa Idalmis Gato Lilia Izquierdo Norka Latamblet Mireya Luis Tania Ortíz Raisa O'Farrill Regla Torres Ana Fernández CUB Cuba | Yevgeniya Artamonova Yelena Tyurina Svetlana Korytova Nataliya Morozova Marina Nikulina Valentina Ogiyenko Irina Smirnova Tatyana Sidorenko Tatiana Menchova Galina Lebedeva Svetlana Vassilevskaia Elena Chebukina EUN Equipa Unificada | Janet Cobbs Tara Cross-Battle Lori Endicott Caren Kemner Ruth Lawanson Tammy Webb-Liley Elaina Oden Kim Oden Teee Sanders-Williams Liane Sato Paula Weishoff Yoko Zetterlund USA Estados Unidos |

## Quadro de medalhas do voleibol
| Ordem | País                 | Medalha de ouro | Medalha de prata | Medalha de bronze | Total |
| ----- | -------------------- | --------------- | ---------------- | ----------------- | ----- |
| 1     | BRA Brasil           | 1               | 0                | 0                 | 1     |
|       | CUB Cuba             | 1               | 0                | 0                 | 1     |
| 3     | EUN Equipa Unificada | 0               | 1                | 0                 | 1     |
|       | NED Países Baixos    | 0               | 1                | 0                 | 1     |
| 5     | USA Estados Unidos   | 0               | 0                | 2                 | 2     |